# Carbonera, Veneto
Carbonera är en ort och kommun i provinsen Treviso i regionen Veneto i Italien. Kommunen hade 11 256 invånare (2018).